# Ян Сіберехтс
Ян Сіберехтс (Jan Siberechts, 1627 —1703) — фламандський художник, майстер пейзажу та побутового жанру, представник Антверпенської школи.

## Життєпис
Народився в Антверпені (тоді належали Іспанським Нідерландам) у 1627 році, в родині скульптора Яна Сіберехтса. З дитинства виявив хист до малювання. Навчався у батька. У 1648 році став членом гільдії художників Св. Луки в Антверпені. Наприкінці 1640-х — на початку 1650-х років відвідав Італію.
У 1652 році одружився з Марією-Ганною Крос. У 1670 році затоваришував з герцогом Бекінгемом, який перебував в Антверпені. З 1672 року постійно проживав в Англії. Тут тривалий час його замовником був Джордж Віл'єрс, герцог Бекінгем.
У 2-й половині 1670-х та у 1680-х роках подорожував Англією, виконуючи замовлення англійських аристократів. З кінця 1680-х років мешкав у Лондоні, де й помер 1703 року.

## Творчість
З доробку Яна Сіберехтса на 2010-і роки відомо про 100 робіт. Спочатку знаходився під впливом Ніколаса Бернхема та Карела Дюжардена. У 1660-х роках виробив власний стиль, який робив акцент на зображені фламандської сільської місцевості, сільського життя Фландрії («Пейзаж з веселкою», «Пастушка», «По струмку»).
У перший період малював виключно пейзажі та створював картини побутового жанру. В зрілому періоді творчості художник спеціалізувався на зображенні англійських аристократичних заміських маєтків та садиб. Найвідомішою є «Вигляд маєтку Лонгліт» (1674 рік).